# سيد العاطفي (فلم)
سيد العاطفي، فيلم مصري إنتاج عام 2005، بطولة  عبلة كامل وتامر حسني .

## قصة الفيلم
يدور الفيلم حول أم سيد المرأة البسيطة التي تعمل سائق تاكسي لتواجه اعباء الحياة وفي نفس الوقت تعشق النادي الأهلي بجنون وترعى أبنها سيد الذي يواجه عدة مشكلات في الجامعة ومع شقيق والده المتوفي وتحاول أم سيد واصدقائها رفع الظلم الواقع على الأبن في إطار كوميدي غنائي

## الممثلون
- تامر حسني: (سيد الجمال)
- عبلة كامل: (حنيفة - والدة سيد)
- نور: (داليا)
- طلعت زكريا: (أبو راوية)
- زينة: (جيهان)
- نشوى مصطفى: (باربي صلاح الجمال)
- وحيد سيف: (صلاح الجمال - عم سيد)
- لطفي لبيب: (يوسف - والد داليا)
- ضياء الميرغني: (الجزار - والد جيهان)
- رضا حامد: (زبون التاكسى المتحرش)
- أحمد عقل: (أستاذ القانون فؤاد السعيد)
- أشرف مصيلحي: (العقيد أشرف مصيلحى)
- جلال عبد القادر: (الوزير)
- ثريا إبراهيم: (مديرة الأكاديمية)
- علي ماهر: (بشخصيته الحقيقية)
- مي حامد: (المذيعة)

## فريق العمل
- إخراج: علي رجب
- تأليف: بلال فضل
- مدير التصوير: محسن نصر
- مونتاج: منار حسني
- موسيقى تصويرية: محمود طلعت
- إنتاج: السبكي للإنتاج السينمائي (أحمد السبكي - محمد السبكي)
- توزيع داخلي: العربية للإنتاج والتوزيع السينمائي
- توزيع خارجي: محمد السبكي

## أغاني الفيلم
ثلاث أغنيات تعاون فيها تامر حسني مع مجموعة جديدة من الملحنين والمؤلفين الشباب مثل حسام البيجار ومحمود صلاح والموزع جلال فهمي وقام بتلحين أغنيتي كل مرة ونور عيني، والأغاني هي:
1. نور عيني
2. كل مرة
3. دى بسيطة

## روابط خارجية
- مقالات تستعمل روابط فنية بلا صلة مع ويكي بيانات